# 汉内洛蕾·科尔
汉内洛蕾·科尔 （德語：Hannelore Kohl, 1933年3月7日—2001年7月5日）是德国总理赫尔穆特·科尔的第一任妻子。他们第一次见面是在路德维希港的一次舞会上，她当时年仅15岁。

## 生平
1933年出生在柏林，出生受洗时叫做 Johanna Klara Eleonore Renner。父亲是Wilhelm Renner，1933年加入纳粹党，是一家战时军用物资生产工厂的老板，率领企业员工生产反坦克榴弹发射器。 之后她改名 "Hannelore" 作为自己名字。
第二次世界大战德国战败之际，汉内洛蕾·科尔12岁时，被苏联红军强奸随后“被俄罗斯人像一大堆土豆一样扔在窗外。” 除了明显的心理影响之外，还引发了椎骨骨折和背部疼痛并延续了她的后半生。 为了帮助有类似受伤的人，1983年，她创立了Kuratorium ZNS基金会，旨在帮助那些受到中枢神经系统伤害的人，科尔自己担任基金会会长。

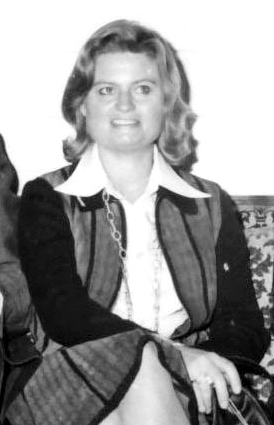
1976年的汉内洛蕾·科尔

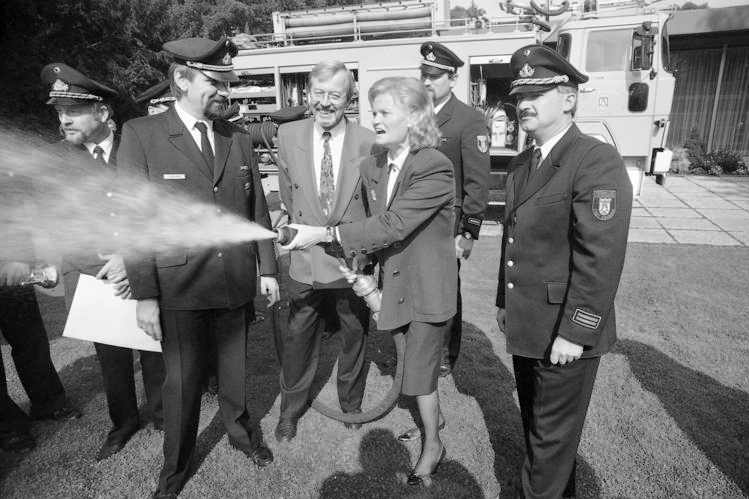
1990年的汉内洛蕾·科尔

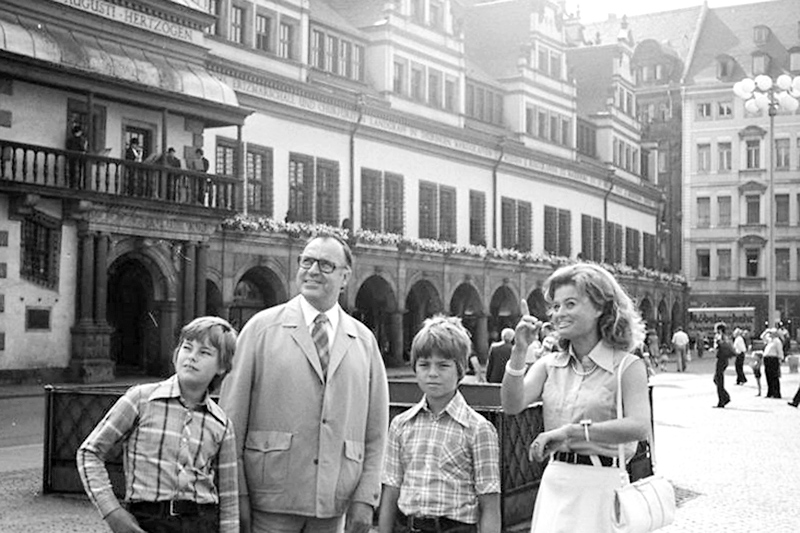
1975年和赫尔穆特·科尔以及两个孩子在德国莱比锡

2001年7月5日，科尔被发现死在路德维希港自己家中。警方显然曾服用过量的安眠药自杀。她曾经因为早期的青霉素治疗而迫使多年避免接触几乎所有的阳光，这也导致她遭受多年的光照性皮炎的病痛折磨。她的传记作者Heribert Schwan，曾经说过：“医学专家支持他的理论，她以后的奇怪的光过敏可能是对战争压制的创伤的心身反应”2005年，她一手创建的基金会Kuratorium ZNS改名为ZNS - Hannelore Kohl Stiftung以纪念她的贡献。
1996年，科尔的关于德式烹饪食谱著作《Kulinarische Reise durch Deutsche Länder》（《通过德国地区的烹饪之旅》）出版发行。

## 著作

### 编辑
- , München: Zabert Sandmann, 1996, ISBN 3-924678-87-1